# 1996년 5월
| 1996년: 1월 · 2월 · 3월 · 4월 · 5월 · 6월 · 7월 · 8월 · 9월 · 10월 · 11월 · 12월 |

| <          | 1996년 5월 | 1996년 5월 | 1996년 5월  | 1996년 5월 | 1996년 5월  | >          |
| 일         | 월         | 화         | 수          | 목         | 금          | 토         |
|            |            |            | 1 3.14 무술 | 2 15 기해  | 3 16 경자   | 4 17 신축  |
| 5 18 임인  | 6 19 계묘  | 7 20 갑진  | 8 21 을사   | 9 22 병오  | 10 23 정미  | 11 24 무신 |
| 12 25 기유 | 13 26 경술 | 14 27 신해 | 15 28 임자  | 16 29 계축 | 17 4.1 갑인 | 18 2 을묘  |
| 19 3 병진  | 20 4 정사  | 21 5 무오  | 22 6 기미   | 23 7 경신  | 24 8 신유   | 25 9 임술  |
| 26 10 계해 | 27 11 갑자 | 28 12 을축 | 29 13 병인  | 30 14 정묘 | 31 15 무진  |            |

| 편집하기 |

## 1996년5월 31일
- 2002년 월드컵이 대한민국과 일본의 공동 개최하게 되다.